# Calígine
La Calígine (en latín: Calīgo, -ĭnis) es, en la mitología clásica, el nombre de aquello que existió— según narra Higino en sus Fábulas—  antes del Caos. Calígine es un sustantivo femenino que significa «niebla, oscuridad o tenebrosidad»; y que suele ser adaptado como «las Tinieblas» o «la Oscuridad» (primordial) en alusión a otros textos cosmogónicos. Más que una deidad, vendría a ser considerado como un estado primigenio del cosmos infinito.  
En efecto, es Higino, quien en el prefacio de sus Fábulas (Fabulae) empieza narrándonos lo siguiente: «Ex Caligine Chaos: ex Chao et Caligine, Nox, Dies, Erebus, Aether», que traducido quiere decir «De Tiniebla: Caos. De Caos y de Tiniebla: Noche, Día, Erebo, Éter». Fue el único autor que introduce a Calígine (Tiniebla) antes que a Caos, siendo también el único que divinizó esta abstracción, confiriéndole un sentido propio a la palabra. Se desconoce el motivo concreto o la fuente de donde Higino pudo extraer esta idea, al presentarnos en su cosmogonía al Caos, como descendiente de Calígine, ya que no vemos esto en Ovidio, ni en Hesíodo. 
Para Hesíodo Caos, que no es desorden sino «vacío primordial, abertura, agujero», es el origen y comienzo de todo.